# Inger Pedersen
Inger Pedersen (* 8. März 1950) ist eine ehemalige dänische Fußballspielerin. 

## Karriere

### Verein
Pedersen spielte im Seniorinnenbereich ausschließlich für den in Gladsaxe in der Region Hovedstaden ansässigen  Boldklubben Femina in der – unter den Namen Elite Division – seinerzeit höchsten Spielklasse im dänischen Frauenfußball. Mit der Mannschaft gewann sie während ihrer Vereinszugehörigkeit dreimal die Meisterschaft.  

### Nationalmannschaft
Pedersen bestritt als Nationalspielerin für die DBU in acht Jahren 25 Länderspiele. Sie nahm mit der Nationalmannschaft fünf Mal am Turnier um die Nordische Meisterschaft teil. Ihr Debüt gab sie im ersten Turnier 1975 mit dem ersten von zwei Spielen am 26. Juli in Vejen beim 9:0-Sieg über die Nationalmannschaft Finnlands. 1977 kam sie einzig bei der 0:1-Niederlage gegen die Nationalmannschaft Schwedens im ersten Spiel am 9. Juli in Mariehamn zum Einsatz, 1978 nunmehr dreimal, da die Nationalmannschaft Norwegens das erste Mal am Turnier teilnahm. Gegen diese Mannschaft erzielte sie im zweiten Spiel am 8. Juli in Brande beim 2:0-Sieg mit dem Treffer zum Endstand in der 55. Minute ihr erstes Länderspieltor. Im Folgeturnier wurde sie einzig im zweiten Spiel am 6. Juli 1979 beim 4:0-Sieg über die Nationalmannschaft Finnlands berücksichtigt, denen 1982 erneut drei Spiele folgten. Des Weiteren bestritt sie mit ihrer Mannschaft acht in Freundschaft ausgetragene Länderspiele, von denen sechs gewonnen wurden und zwei unentschieden endeten. Mit dem 6:0-Sieg am 16. Mai 1982 über die Nationalmannschaft Italiens erlebte sie das torreichste Spiel und den höchsten Sieg.
Ferner kam sie auch in drei Spielen der in Italien ausgetragenen inoffiziellen Europameisterschaft vom 18. bis 28. Juli 1979 zum Einsatz. Die Begegnungen mit den Nationalmannschaften Frankreichs, Schottlands, Schwedens und Italiens wurden mit 3:1, 2:0, 1:0, 2:0 allesamt gewonnen und somit auch das Turnier. In den beiden Länderspiele in einem Turnier in Japan gegen die Nationalmannschaften Italiens in Kōbe und Englands in Tokio, erzielte sie sowohl beim 1:1-Unentschieden als auch beim 1:0-Sieg die beiden Tore ihrer Mannschaft. Ihre letzten beiden Länderspiele fanden in der EM-Qualifikationsgruppe 4 mit den ersten beiden Begegnungen statt (1:2 vs. Niederlande am 13. Oktober 1982 in Groningen, 1:0 vs. Belgien am 6. November 1982 in Tårnby).

## Erfolge
Nationalmannschaft
- Nordischer Meister 1975, 1982
- Finalist Nordische Meisterschaft 1977, 1978, 1979
- Turniersieger Inoffizielle Europameisterschaft 1979

BK Femina
- Dänischer Meister 1975, 1977, 1980